# 家栽の人
『家栽の人』（かさいのひと）は、毛利甚八作・魚戸おさむ画の青年漫画。家庭裁判所の略称は「家裁」だが、この作品の題名は栽培するの「栽」であり、「家裁の人」は誤記である。小学館『ビッグコミックオリジナル』に連載された。単行本は全15巻、文庫は全10巻。

## 概要
家庭裁判所裁判官の桑田義雄が、少年審判・家事審判を解決していく話を中心に人間の心情を描く物語。その話は必ず植物（特に花）とどこかでリンクしており、その名前が各話の題名にもなっている。桑田の勤務先が変わる度に話の舞台と登場人物もほぼ一新される。1話完結が基本だが前後編や数話程度の中編もある。最終章である体罰事件編は単行本3巻分にわたる長編となっている。

## 登場人物

### 桑田義雄
岩崎地方裁判所春河支部の裁判官。最高裁判所判事・桑田恒太郎の息子。
司法修習生時代の成績は抜群。しかし少年事件の解決と彼らの更生に使命を感じ、再三の東京への転勤内示を拒否して春河に赴任。
家族は妻と長男。長男･守（通称・まる）は不登校であるが、心は純粋である。
植物を愛し、植物の生態に詳しい。裁判所の庭に花を大量に植えた。
温情派の傾向があるが、時には敢て厳しい審判を下すこともある。また、同僚や部下が職務に対して不適当な言動をすれば的確で厳しい言葉で窘める事もある。
行動力や推理力が高く、調書で気になった所を自分で調べたり、申立人に身分を隠して近づいたりする事がある。
初対面で低く評価される事が多いが、並外れた事務処理能力と的確な判断力、仕事に対する強い信念を目の当たりにした人物の大半は彼を慕っている。
物語の始まりでは緑山家庭裁判所に勤めている。
愛車はスバルレオーネクーペ(A22)。

### 緑山家庭裁判所

#### 緑山家裁調査官・調査官補
山本博
熱意のある若い家庭裁判所調査官補。未熟だが少年法の理想を信じ、桑田を支持している。
後に調査官に昇進する。
梅津真一

#### 緑山家裁書記官
篠原繁蔵
ベテランの書記官。判事の中では風変わりな桑田の扱いに慣れている。

#### 緑山家裁所長
兼松所長
浜口所長
兼松所長の後任として緑山家裁に赴任してきた新所長。優秀な桑田になぜ出世願望がないのか理解できない。
桑田に最高裁判所調査官への転任を進めるが断られる。

#### 緑山家裁事務官
伊藤りさ
若い女性の事務官。桑田に異性としての憧れを抱いている描写がある。

#### 緑山家裁調停委員
坂上勝夫
米田重子
金井勇吉

### 緑山警察署
細川右近
緑山警察署捜査二課係長を務める優秀な刑事。少年事件を通して桑田と知り合う。
後に自身の離婚問題について桑田に調停してもらう。
神経質で繊細な性格で事件で酷い出来事を見ると自分も傷ついてしまうタイプである。

### 岩崎地家裁春河支部

#### 春河支部判事・判事補
鳥海和友
判事。桑田と全く逆の性格であり、少年審判を嫌っている。
如才無い性格であるとともに、上昇志向、中央志向的な姿勢。
桑田に対して嫉妬と苛立ちを持っていると同時に内心で彼を慕う気持ちも持ち合わせている。
息子が受験のストレスから万引きを行って補導された。
渋谷を始めとした仕事熱心な調査官達と互いに冷めた目で見ている内在的な対立関係にある。
だが、桑田が居なくなった寂しさを彼らの前に出した為か、彼が戻ってきた時に打ち解け合っている描写がある。
戸井隆三
未特例判事補。仕事はできるが、オフとの区別をはっきりつけている。
後に関西方面に転任した。
倉本哲
特例判事補。相当の皮肉屋。いつも鳥海と「反桑田」話で盛り上がっている。
子供の学校のために単身赴任をしていたが、後に東京に転任した。
桐島宏美
フェミニストの女性判事。
以前、桑田が勤めていた緑山家庭裁判所に在籍しており、相談を持ちかけたこともある。
戸井判事の後任として、桑田が春河支部に移った一年後に同じ裁判所に転任してくる。
石嶺渉
倉本判事補の後任として春河支部に転任して来た判事補。春河支部編の終わりまで彼の視点で進む事が多い。
フランス人の妻『セーラ』がいる。判事補歴は3年。趣味はカメラと畑仕事。
家庭裁判所の仕事は初めてであるが、桑田や渋谷の仕事のやり方を小馬鹿にしたり、高崎が腹を立てる程冷淡な性格と極端に事務的な仕事をしている。
仕事を仕事と割り切って片付けたいという冷めた気持ちと人間らしい感情が心中でぶつかって葛藤している描写が有る。
外国人である妻に対しての偏見から東京地裁の所長に心無い言葉をぶつけられた事がきっかけで口論となり、それが原因で春河に来た様である。

#### 春河支部調査官
渋谷直正
大酒のみ。不遇な家庭に育ったため人情派である。
鳥海等が原因で判事という存在に不信感を持っていたが、桑田の実力と熱意を目の当たりにしてから、彼を支持している。
桐島に想いを寄せている描写があるが、作中で彼女と会話している場面は無い。
強面と格闘家のような体格で時には暴走することもある。
大滝信
渋谷の後輩。大方の場合桑田派だが、時々桑田の難解な方針に反発することがある。山本と同期で仲がいい。
今西恭子
仕事には情熱的な人物。彼女を中心に物語が展開することもある。
桐島とは女性同士ということもあってか、懇意である。
渋谷･大滝と仲が良く3人で行動する事が有る。

#### 春河支部書記官
高崎又二
小心者だが善人。初めは桑田に懐疑的だったが、すぐに圧倒的な支持者となる。
これといった特長は無いが、麻雀は「春河の虎」と呼ばれるほど。

#### 春河支部長
丸山功
桑田が春河に転任したときの支部長。
目黒留吉
丸山支部長の後任として5巻より登場。常にメモを持ち歩いている。麻雀と部下を探るのが趣味。最初は桑田を認めていなかった。
お人好しでそそっかしい面が有る憎めない人物で上司として桑田を教育しようとして空回りしたり、彼や彼の知人に注意をして言い負かされたりする場面が多い。
しっかり者で人を見る目が有る奥さんと二人暮しである。子供を全て独立している。

#### 春河支部庶務課長
宇田川潔
桑田着任時の挨拶回りに同行する。

#### 春河支部調停委員
橋本辰男
川村町子
久保一騎
文部省退職後、調停委員に就任する。歓迎会席上で桐島判事にセクハラを働いた。たびたび桐島判事とは調停のたび意見が対立する。
佐野
平井

### 岩崎地方検察庁春河支部
東山整史郎
検察庁の若きホープ。盆栽の扱いに慣れている。桑田には興味を持っている。
冷静沈着で感情を表に出さない人物だが、接待麻雀で桑田に対する皮肉を口にした倉本を狙い撃ちにする等人間味の有る一面がある。基本的に素直な性格で負けても相手の力を認める事が出来るタイプである。
徳川政治
春河支部支部長。独身。目黒とは関西で2年同じ法廷で仕事をした関係であり、ある程度は気心の知れた仲である。
桑田の実力を評価しており、彼の人格と併せて『目黒の手に負えない人間』と評している。
作中で明確な理由は不明だが、目黒に桑田の交友関係の情報を流し、彼に桑田を説教及び管理を促している。

### 弁護士
三越三郎
中津川法律事務所に所属する弁護士。元トラック運転手で妻の父親である中津川を見返す為に弁護士を目指し、10年かけて弁護士になったという苦労人。
生活保護で博打を打ち、4人の女性に子供を産ませた暴れ者の父親を持ち、本人もかなり荒んでいたらしく、シンナーを10回程使った事が有るらしい。
眉毛の間にある黒子が特徴の中年男性。妻のお腹にいる子供を含めると6人の子供が居る。名前が判っているのは『春子』、『夏子』、『秋子』、『冬子』。
冗談好きで下品な言動が多いが、人情派で強い責任感の持ち主である。世間馴れしており、その経験を活かした方法で裁判に臨む。
石嶺とシンナーに手を出した少年の裁判で彼と対立する役回りとして登場する。桑田に彼と一緒に諭される。
春河編後、義父である中津川と仕事の事で衝突し、事務所を飛び出し、桑田の転任先の近くに在る「谷川法律事務所」に居候する事となる。
谷川悟
谷川法律事務所を経営する弁護士。三越三郎の知人で「谷やん」と呼ばれている。
冤罪で過度の体罰を受けた少年の母親からの依頼で、三越と共に栄中体罰事件に原告側として臨む事となる。
英憲太郎(はなぶさ　けんたろう)
学生時代に司法試験に合格し、25歳の頃には事務所を開いていた天才弁護士。変わり者だが腕は確かと言われている。高すぎる才覚から自分の人生に物足りなさを感じているタイプであり、その退屈を紛らわす為に勝ち負けに拘っている。
長い黒髪の端整な顔立ちと均整の取れた体躯の男性であり、革ジャンを着てバイクを乗り回すといった弁護士らしくない風貌の持ち主である。
栄中体罰事件で被告側の弁護士として登場する。

### その他の人物
松門吉徳
春河市に住む盆栽師をしている80歳以上の老人。小柄な体型の男性。桑田と東山の共通の友人でもある。彼の手がけた黒松を500万以上で買いたいという人物が居る事からかなりの腕利きの様である。若い頃は女癖が激しかったらしい。
孫の事で桑田の世話になって以来、彼を気に入っている。本人曰く「跡取りにしたい」らしい。頻繁に裁判所に盆栽を持って遊びに来ている。それを目黒に咎められたが、彼を逆に言い負かした事がある。
オバケ屋敷の主人(仮)
春河市の桐生町に存在する洋館に住む学者。春河編の後半に登場し、桑田の友人となる。変人として昔から有名な人物であり、過去に神社の神木を切らせないという目的で神社に侵入して暴れた過去を持っている。その時に公務執行妨害と住居不法侵入で逮捕される。おまけに浪費癖から準禁治産者となっている。
その為、徳川政治に目黒が桑田を説教し、彼の行動を管理する口実として利用される。だが、桑田は全てを承知で付き合っている為、逆に目黒を言い負かす。
栄中体罰事件編にも登場する。桑田の息子『守』にも懐かれている。

## 書誌情報
単行本
1. 1988年10月29日 ISBN 4-09-181671-1
2. 1989年9月30日 ISBN 4-09-181672-X
3. 1990年6月30日 ISBN 4-09-181673-8
4. 1991年2月28日 ISBN 4-09-181674-6
5. 1991年4月27日 ISBN 4-09-181675-4
6. 1991年10月30日 ISBN 4-09-181676-2
7. 1992年3月30日 ISBN 4-09-181677-0
8. 1992年8月29日 ISBN 4-09-181678-9
9. 1992年12月19日 ISBN 4-09-181679-7
10. 1993年4月28日 ISBN 4-09-181680-0
11. 1993年8月30日 ISBN 4-09-183271-7
12. 1994年1月29日 ISBN 4-09-183272-5
13. 1995年4月27日 ISBN 4-09-183273-3
14. 1995年11月30日 ISBN 4-09-183274-1
15. 1996年2月29日 ISBN 4-09-183275-X

文庫版
1. 2003年3月15日 ISBN 4-09-192721-1
2. 2003年3月15日 ISBN 4-09-192722-X
3. 2003年4月15日 ISBN 4-09-192723-8
4. 2003年4月15日 ISBN 4-09-192724-6
5. 2003年5月15日 ISBN 4-09-192725-4
6. 2003年5月15日 ISBN 4-09-192726-2
7. 2003年6月13日 ISBN 4-09-192727-0
8. 2003年6月13日 ISBN 4-09-192728-9
9. 2003年7月15日 ISBN 4-09-192729-7
10. 2003年7月15日 ISBN 4-09-192730-0

## テレビドラマ
TBSで3度（1993年、1996年、2004年）テレビドラマ化され、2020年にはテレビ朝日でテレビドラマ化された。

### 片岡鶴太郎版
1993年1月7日から3月25日まで木曜日21:00 - 21:54にTBS『木曜21枠ドラマ』で放送。春河家庭裁判所を舞台とする。
『家栽の人スペシャル』が、1996年3月11日にTBS『月曜ドラマスペシャル』枠で放送。

#### キャスト（片岡鶴太郎版）

##### 春河家庭裁判所
- 桑田義雄（新任判事） - 片岡鶴太郎
- 今西恭子（新米調査官） - 仙道敦子（連続ドラマ）
- 出水早苗（新任調査官） - 清水美砂（スペシャル）
- 大滝信（調査官） - 風間トオル
- 渋谷直正（調査官） - 柄本明
- 鳥海和友（判事） - 斎藤洋介
- 高崎又二（書記官） - 山谷初男

##### ゲスト（片岡鶴太郎版）
第10話
- 常松めぐみ

第12話
- 四禮正明

スペシャル
- やよい（17歳の売春婦） - 粟田麗
- 田中（サラリーマン） - 田口トモロヲ

#### スタッフ（片岡鶴太郎版）
- 原作 - 毛利甚八、魚戸おさむ
- 脚本 - 清水有生（連続ドラマ）、高木凛（スペシャル）
- 音楽 - 奥慶一
- 主題歌 - 大貫妙子「春の手紙」（東芝EMI）
- 演出 - 大木一史（連続ドラマ）、山崎恆成（連続ドラマ）、大岡進
- プロデューサー - 大岡進（連続ドラマ）、中川善晴
- 製作著作 - TBS

#### 放送日程（片岡鶴太郎版）

##### 連続ドラマ
| 話数 | 放送日       | サブタイトル     | 演出                     |
| ---- | ------------ | ---------------- | ------------------------ |
| 1    | 1993年1月7日 | 桑田判事登場     | 大木一史                 |
| 2    | 1月14日      | 母の想い出       | 山崎恆成                 |
| 3    | 1月21日      | 仮面を被った少女 | 大岡進                   |
| 4    | 1月28日      | 離婚の執行猶予   | 大木一史                 |
| 5    | 2月4日       | 愛の遺産         | 山崎恆成                 |
| 6    | 2月11日      | 沈黙の少年       | 大岡進                   |
| 7    | 2月18日      | 絆               | 大木一史                 |
| 8    | 2月25日      | 誘拐             | 山崎恆成                 |
| 9    | 3月4日       | 夢               | 大岡進                   |
| 10   | 3月11日      | 三姉妹           | 山崎恆成                 |
| 11   | 3月18日      | 少年A（前編）    | 大木一史                 |
| 12   | 3月25日      | 少年A（後編）    | 大木一史 山崎恆成 大岡進 |

##### スペシャル
| 放送日        | サブタイトル                                                     | 脚本   | 演出   |
| ------------- | ---------------------------------------------------------------- | ------ | ------ |
| 1996年3月11日 | 家出そして性非行の果ての犯罪！17歳の少女の隠された寂しい愛の真実 | 高木凛 | 大岡進 |

| TBS系 木曜21枠ドラマ                       | TBS系 木曜21枠ドラマ                | TBS系 木曜21枠ドラマ                                                 |
| 前番組                                     | 番組名                              | 次番組                                                               |
| ------------------------------------------ | ----------------------------------- | -------------------------------------------------------------------- |
| 木曜日の食卓 （1992年10月15日 - 12月24日） | 家栽の人 （1993年1月7日 - 3月25日） | 渡る世間は鬼ばかり （第2シリーズ） （1993年4月15日 - 1994年3月31日） |

### 時任三郎版
2004年10月20日にTBS『水曜プレミア』で放送。漆原家庭裁判所を舞台とする。このドラマ中では複数のエピソードが描かれたが、すべて原作には存在しないドラマ版オリジナルの内容である。

#### キャスト（時任三郎版）
- 桑田義雄（新任判事） - 時任三郎
- 野上真智子（新人調査官） - 伊藤歩
- 福留信（主任調査官） - 柳葉敏郎
- 照葉久恒（所長） - 西村雅彦
- 有栖川正平（庶務係長） - 温水洋一
- 遠山秀一（少女殺害事件の加害者） - 伊藤淳史
- 古沢美香（4年前死亡） - 坂野真弥
- 親方 - 六平直政
- 友田浩介（料理人） - 伊崎充則
- 橋本壮一（野上の先輩） - 池内万作
- 古沢慶子（美香の母） - 古手川祐子
- 川那部竜二（元高校教師） - 風間杜夫

#### スタッフ（時任三郎版）
- 原作（原案） - 毛利甚八、魚戸おさむ
- 脚本 - 清水有生
- 主題歌 - 大貫妙子「春の手紙」
- プロデューサー・ディレクター・演出 - 大岡進
- 製作著作 - TBS

### 船越英一郎版
2020年5月17日の21:00 - 22:54に、テレビ朝日『日曜プライム』で放送。主演の桑田義雄役を、原作のファンであるという船越英一郎が務める。群馬県前崎市という架空の地方都市を舞台とする。
2021年9月29日の20:00 - 21:48に第2弾が放送された。

#### キャスト（船越英一郎版）

##### 前崎家庭裁判所
- 桑田義雄（判事） - 船越英一郎
- 樋口日向子（司法修習生） - 足立梨花
- 岡本真理（家裁調査官） - 佐藤仁美
- 石川圭吾（家裁調査官） - 堀井新太
- 戸張浩介（主任 家裁調査官） - 山中崇
- 田之倉一樹（書記官） - 森下能幸
- 尾崎正彦（調停委員） - 国広富之
- 宮里京子（調停委員） - 梅沢昌代
- 桜井（書記官） - 阪口采香[6]
- 池上博（所長） - 角野卓造

##### その他
- 林田幸之助（植木屋） - 徳井優
- 河瀬龍一（弁護士） - 大西武志

##### ゲスト（船越英一郎版）
第1作（2020年）
- 主婦 - 村岡希美
- 香川洋子（専業主婦） - 武藤令子
- 立花晃（前崎家庭裁判所に送致されてきた少年） - 望月歩（幼少期：石田星空）
- 香川康介（洋子の夫） - 岡田浩暉
- 立花春江（晃と桃子の母） - 新山千春
- 佐々木建造（地元の名士） - 西岡德馬
- 相沢三郎（三男） - 南雲勝郎
- 相沢信一（長男） - 黒田浩史
- 相沢栄二（次男） - 叶かずゆき
- 高木雅夫（バイクの窃盗犯） - 岩本晟夢
- 石井（上州病院 看護師） - 清瀬やえこ
- レポーター - 田口寛子
- 立花桃子（晃の父違いの妹） - 山﨑香歩（幼少期：佐藤恋和）
- 同僚工員 - 榮桃太郎
- 鑑別所職員 - 三上剛
- 調査官補佐 - 細井じゅん

第2作（2021年）
- 小泉（小学校教諭） - 平塚日菜
- 末松政二（ラーメン末松 店主） - 前田恭明
- 宇田川沙也加（良介と杏奈の娘） - 小山紗愛
- 井上雄二（沙也加の友達） - 築谷櫂
- 相沢宏（沙也加の友達） - 鈴木かつき
- 翔太（戸張の亡き息子） - 赤峰優
- 宇田川良介（宇田川写真館 経営者・杏奈の夫） - 少路勇介
- 桂木百合子（弁護士） - 早霧せいな
- 穂積大介（前崎家庭裁判所に送致されてきた少年） - 水沢林太郎
- 美容師 - 伊藤亜沙美
- 書記官 - 三上剛
- 吉田八重（一人暮らしの女性） - 丘みつ子
- 宇田川杏奈（ファッション雑誌「ラ・ストラーダ」編集長） - 観月ありさ

#### スタッフ（船越英一郎版）
- 監督 - 猪原達三
- 脚本 - 両沢和幸
- 法律監修 - 近藤敬、阪口采香
- 医療監修 - 中澤暁雄
- 台本イラスト - やまのうち直子
- アクション指導 - 小原剛、金子起也
- スタント - 菊地貴裕、小豆沢祐二
- 技術協力 - フォーチュン
- 照明協力 - Kカンパニー
- 音響効果 - メディアハウスサウンドデザイン
- 音楽協力 - テレビ朝日ミュージック
- ゼネラルプロデューサー - 三輪祐見子
- プロデューサー - 都築歩（テレビ朝日）、新野安行（ザフール）、長坂淳子（ザフール）
- 制作協力 - ザフール（Thefool INC.)
- 製作著作 - テレビ朝日

#### 放送日程（船越英一郎版）
| 話数 | 放送日        | サブタイトル                                                                               | 脚本     | 監督     |
| ---- | ------------- | ------------------------------------------------------------------------------------------ | -------- | -------- |
| 1    | 2020年5月17日 | 資産家殺人事件で自首したのは母を憎む19歳少年…植物好きの判事が温かな奇跡を起こす            | 両沢和幸 | 猪原達三 |
| 2    | 2021年9月29日 | 壊れた家族の絆…親権を取るために手段を選ばない母と父 植物好きの判事が今夜温かな奇跡を起こす | 両沢和幸 | 猪原達三 |